# Favignana
Favignana är en ort och kommun i kommunala konsortiet Trapani, innan 2015 provinsen Trapani, i regionen Sicilien i sydvästra Italien. Kommunen hade 4 351 invånare (2017). Kommunen omfattar Egadiska öarna och har sitt namn från den största ön Isola Favignana.